# Pedro Calderón de la Barca
Pedro Calderón de la Barca (Madrid, 17 de gener de 1600 – Madrid, 25 de maig de 1681) és un autor dramàtic de la literatura espanyola enquadrat dins l'anomenat Segle d'or espanyol, concretament al Barroc. Va ser sacerdot, famós escriptor de la cort i autor d'obres de teatre, incloses exemples de tragèdia, comèdia i actes sacramentals. Algunes de les seves obres més conegudes són El alcalde de Zalamea i La vida es sueño. Va ser considerat el millor escriptor dramàtic del seu temps.

## Biografia

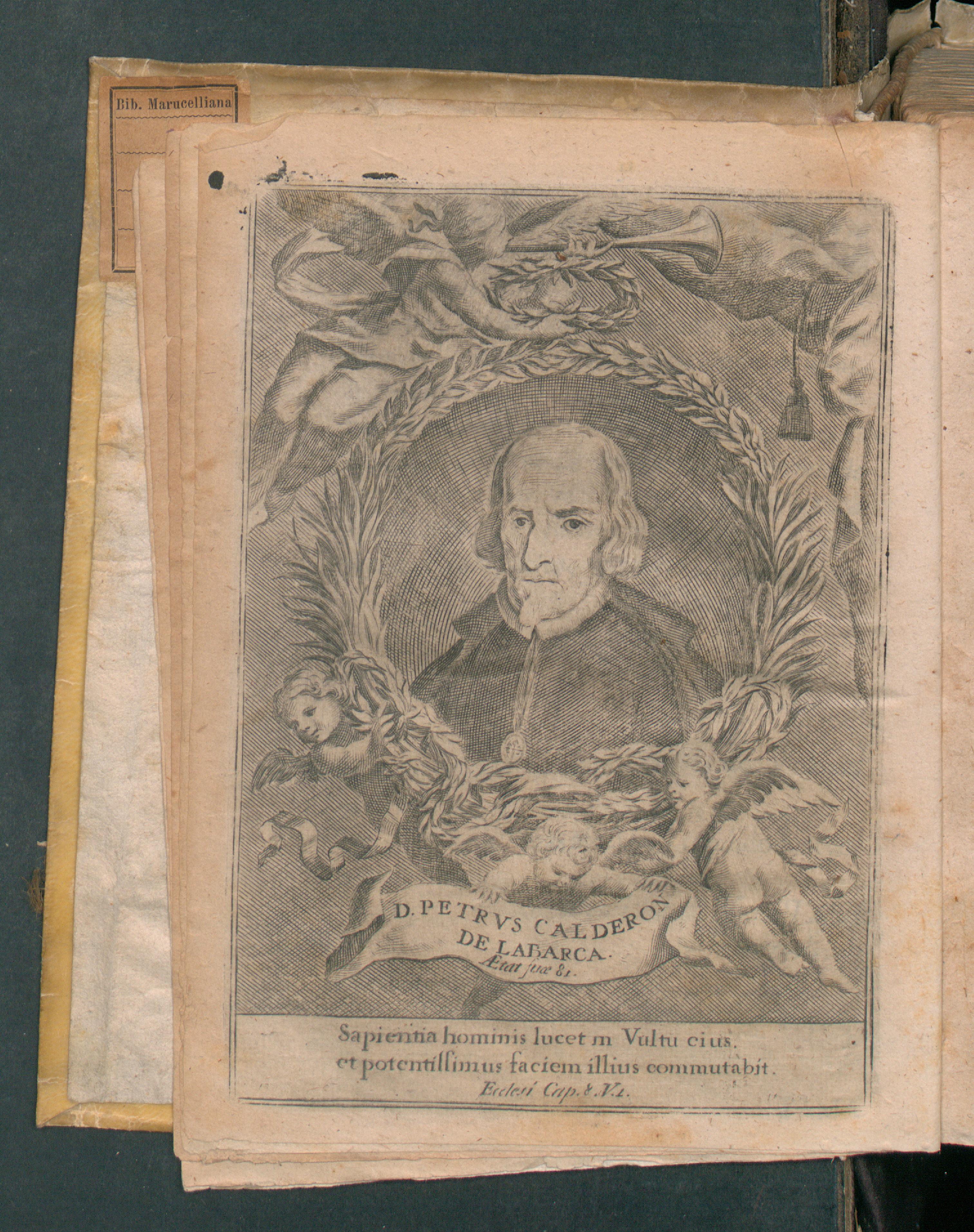
Retrat de Calderón de la Barca, a Primera parte de Comedias verdaderas (1726)

Pedro Calderón de la Barca va néixer a Madrid el divendres 17 de gener de 1600 i va ser batejat a la parròquia de San Martín. El seu pare, Diego Calderón, era un hidalgo de muntanya amb orígens familiars a Viveda, Cantàbria i havia heretat el càrrec del seu propi pare de secretari del Consell i Director de Comptabilitat d'Hisenda, servint-hi els reis dels Habsburg espanyols Felip II i Felip III. va morir el 1615. La mare del dramaturg, Ana Gonzalez de Henao (o Henaut, Hainaut), tenia arrels familiars als Països Baixos espanyols i era flamenca o valona. descens. Segons James Fitzmaurice-Kelly, va afirmar l'origen del De Mons de Hainault. Els seus pares es van casar el 1595. Pedro va ser el tercer dels sis fills que va produir el matrimoni (tres nois i tres noies), dels quals només quatre van sobreviure a la infància:
Diego, el primogènit; Diego Calderón de la Barca va néixer a Madrid l'any 1596. Pel testament de la seva àvia Inés de Riaño sabem que es trobava a Mèxic l'any 1612. Es va casar amb Beatriz Núñez de Alarcón el febrer de 1622 i el 1623 van tenir un fill, José Antonio Calderón, va ser advocat dels Reials Consells de Guerra i oncles, ajudant diverses vegades de la justícia i dels seus pares i oncles legals. i es va casar el 1653 amb la vídua Agustina Antonia Ortiz y Velasco. Aquest nebot de Pedro Calderón vivia al carrer de las Fuentes i acollia el fill natural del seu oncle, el dramaturg Pedro José, però aquest es va desanimar i va morir l'any 1658, quan també havia mort Pedro José el 1657. Pel que fa al seu pare Diego A principis de 1629 ell i el seu germà, el dramaturg Pedro, van participar en una braçada en el carrer de Lope de Vega, avui en el carrer de Lope de Vega, al carrer de Lope de Vega. Villegas, germà de la famosa actriu Ana de Villegas, va resultar ferit greu. Després de fer testament a Madrid el 13 de novembre de 1647, morí més tard aquell any. Dorotea — monja a Toledo—; Dorotea Calderón de la Barca va néixer l'any 1598; Va entrar al convent de Santa Clara la Real com a novícia abans dels catorze anys i hi va professar a l'Orde de San Francisco. Pedro i Jusepe o José. José Calderón, molt estimat pels seus germans, va néixer a Valladolid l'any 1602. Acabà la carrera militar, en la qual aconseguí el càrrec de tinent-general de mestre de camp; Va ser ferit a la cama dreta durant el setge de Fuenterrabía el 1638 i va morir a la Guerra dels Segadors el 23 de juny de 1645. Un avantpassat seu va ser Hernando Sánchez Calderón, província de Santada Sánchez Calderón. Un fill d'aquest senyor, Álvaro Calderón, va anar a Aguilar de Campoo, on es va casar amb Mencía Sanz; va tenir tres fills, Pedro, Juan i Francisco; el primogènit va anar a viure a Sotillo, jurisdicció de Reinosa; el seu net, Diego Calderón, es va establir a Boadilla del Camino, a Tierra de Campos, província de Palència. El seu fill, Pedro Calderón, se'n va anar a Toledo, on tractaria amb la rica hereva Isabel Ruiz, amb qui es va casar cap al 1570. Es van establir a Madrid, i don Pedro va obtenir el càrrec de secretari del Consell i Cap de Comptabilitat d'Hisenda, en el que va succeir el seu fill don Diego, pare del poeta, cap al 1595.
Aquests germans eren sempre benvinguts, tal com deia Diego Calderón en el seu testament (1647):
| « | Tots tres ens hem conservat sempre en l'amor i l'amistat, i sense repartir béns... ens hem ajudat mútuament en les necessitats i feines que hem tingut. | » |

Tanmateix, també van tenir un germà natural, Francisco, que es va amagar amb el cognom de "González" i va ser expulsat de la casa paterna per Don Diego, encara que va deixar escrit l'any 1615 que fos reconegut com a legítim a no ser que s'hagués casat amb aquella dona amb qui va intentar casar-se, en aquest cas seria desheretat.
La seva mare va morir quan Calderón tenia deu anys, el 1610. Calderón es va educar llavors al Col·legi dels Jesuïtes de Madrid, el Colegio Imperial, amb l'objectiu de rebre ordres; però, en canvi, va estudiar dret a Salamanca.
Va estudiar a les universitats d'Alcalá i Salamanca després d'haver-se educat en un col·legi jesuïta de Madrid. Va deixar els estudis religiosos el 1620 i el 1623 va fer la seva primera comèdia dramàtica, l'obra "Amor, honor i poder". Va viatjar per Itàlia i Flandes, com era costum entre els joves de famílies benestants de la seva època. Des del 1625 va iniciar la seva trajectòria a la cort, on de seguida es va guanyar el prestigi, i aquesta va ser l'època de les millors obres.
Entre 1620 i 1622 Calderón va guanyar uns quants concursos de poesia en honor a la festivitat de Sant Isidor, patró de Madrid. El debut de Calderón com a dramaturg va ser Amor, honor y poder, sobre la vida del rei Eduard III d'Anglaterra, es va representar a l'Reial Alcàsser de Madrid durant la visita de Carles, príncep de Gal·les a negociar sense èxit un matrimoni dinàstic amb la infanta Maria Anna d'Espanya, el 29 de juny de 1623. Aquest mateix any van seguir altres dues obres de teatre: La selva confusa i Los Macabeos. Durant les dues dècades següents, Calderón va escriure més de 70 obres, la majoria de les quals eren drames profans escrits per als teatres comercials.
Es va distingir com a soldat al servei del Duque del Infantado a la guerra dels trenta anys durant el setge d'Hondarribia de 1638 i a la Guerra dels Segadors. Ferit durant la batalla de Lleida de 1642, va obtenir la llicència absoluta el 1642 i una pensió vitalícia.
La biografia de Calderón durant els següents anys és obscura. El seu germà, Diego Calderón, va morir el 1647. De Calderón i d'una dona desconeguda va néixer un fill, Pedro José, entre 1647 i 1649; la mare va morir poc després. Calderón va comprometre el seu fill a cura del seu nebot, José, fill de Diego. Potser per motius relacionats amb aquests judicis personals, Calderón esdevingué terciari de l'orde de Sant Francesc l'any 1650, i finalment ingressà al sacerdoci. Va ser ordenat l'any 1651 i va servir com a rector a l'església de San Salvador de Madrid, que després va ser enderrocada com a part de les desamortitzacions espanyoles del segle xix. Segons una declaració que Calderón va fer un any o dos després, va decidir abandonar l'escriptura de teatre profà per als teatres comercials.
Tot i que no es va adherir estrictament a aquesta resolució, va escriure sobretot obres mitològiques per als teatres de palau i actes sacramentals —al·legories d'un sol acte que il·lustren la Presència Real a l'Eucaristia— per a la representació durant la festa de Corpus Christi. El 1662, dos dels autos de Calderón, Las órdenes militares i Mística y real Babilonia, foren objecte d'una investigació de la Inquisició espanyola; el primer va ser censurat, els seus manuscrits confiscats i va romandre prohibit fins al 1671.
Tot i així, Calderón va ser nomenat capellà honorari de Felip IV el 1663, i va continuar com a capellà del seu successor. En el seu vuitanta-un any va escriure la seva darrera obra profana, Hado y Divisa de Leonido y Marfisa, en honor al matrimoni de Carles II amb Maria Lluïsa d'Orleans.
Malgrat la seva posició a la cort i la seva popularitat arreu d'Espanya, cap al final de la seva vida Calderón va lluitar amb dificultats econòmiques, però amb la motivació del Carnaval de 1680 va escriure la seva darrera obra de comèdia, Hado y divisa de Leonido y de Marfisa. Va morir el 25 de maig de 1681, deixant només parcialment complets els actrs sacramentales que havia estat treballant durant aquell any. El seu enterrament va ser auster, com desitjava en el seu testament: "Descobert, com si mereixés satisfer en part les vanitats públiques de la meva vida mal gastada". D'aquesta manera va deixar orfes els teatres en què era considerat un dels millors escriptors dramàtics del seu temps.

## Obres famoses
- La vida es sueño
- El alcalde de Zalamea
- El médico de su honra
- La dama duende
- El gran teatro del mundo

## Temes
Els temes de Calderón són els típics del barroc i estan envoltats de pessimisme existencial. Es pregunta sobre què és la realitat, sobretot tenint en compte els enganys de la societat, ja que tota la vida sembla un somni. L'individu està asfixiat pels convencionalismes i les enveges, que no el deixen ser lliure ni mantenir els seus principis, entre els quals destaca l'honor. La religió ocupa un paper central: defensa una pietat autèntica i respectuosa amb els dogmes del catolicisme. L'amor apareix com el motor de l'acció per als personatges, caracteritzats per un parell de trets del seu caràcter que els fan propers a l'arquetip.

## Estil
Calderón fa girar tota l'obra al voltant d'un dilema existencial que pateix un personatge. Escriu en vers i amb abundància de monòlegs simbòlics. La seva recerca formal l'emmarca dins el culteranisme, amb una llengua plena de metàfores, referències literàries i musicalitat. S'inspira en Lope de Vega en la concepció de l'acció dramàtica i l'escenografia (a la que dona més importància).

## Obres de creació basades en les de Calderón

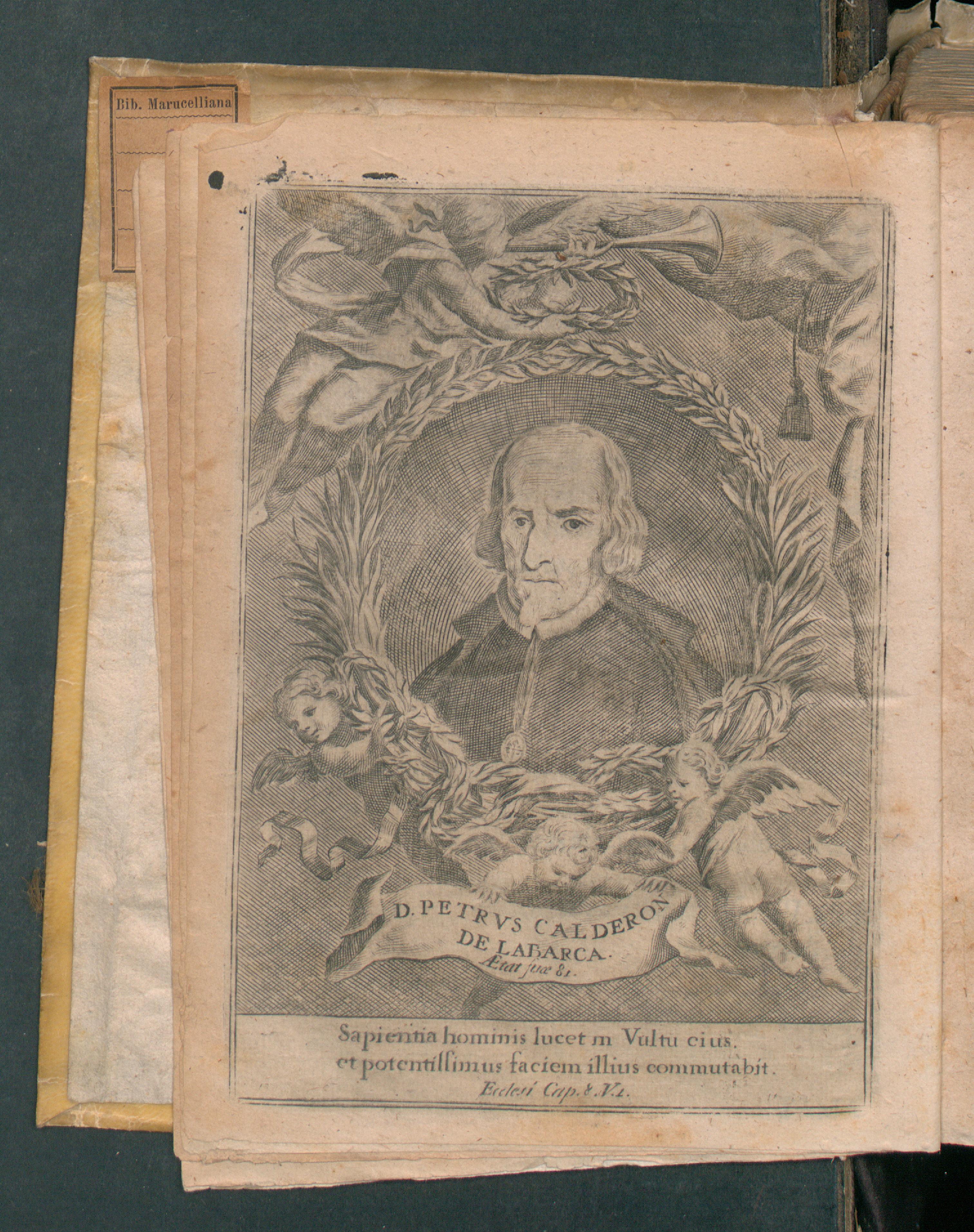
Comedias verdaderas, 1726

- Celos aún del aire matan (1660), Ni amor se libra de amor (1662), La estatua de Prometeo (1670), El hijo del sol, Faetón (1675), Contra el amor desengaño(1679) i Hado y divisa de Leonido y Marfisa (1680), òperes amb llibret de Calderón i música de Juan Hidalgo.
- Música per a El secreto a voces (1671) per Giovanni Maria Pagliardi.
- Aldimiro overo, Favor per favore (1683) i La Psiche o vero Amore innamorato (1683), òperes amb música d'Alessandro Scarlatti i llibrets de Giuseppe Domenico de Totis, respectivament sobre XX i Ni amor se libra de amor.
- La púrpura de la rosa (1701), òpera amb música de Tomás de Torrejón y Velasco i llibret de Calderón.
- Fieras afemina amor (1724), òpera amb música de Giacomo Facco i llibret d'Alejandro Rodríguez.
- Manos blancas no ofenden (1761), òpera de José de Herrando.
- Isabelle et Fernand ou L'Alcalde de Zalaméa (1783), comédie mêlée d'ariettes de Stanislas Champein, amb llibret de L.-F. Faur sobre El alcalde de Zalamea.
- Liebe und Eifersucht (1807), amb música d'E. T. A. Hoffmann i llibret d'A. W. Schlegel, traduït de La banda y la flor.
- Ulysses und Circe (1807), òpera de Bernhard Romberg, a partir d'El mayor encanto, amor.
- Das Leben ein Traum (1818), òpera amb música de Friedrich Ludwig Seidel, sobre La vida es sueño.
- Música incidental per a Der wundertätige Magus (El mágico prodigioso)(1865) de Josef Gabriel Rheinberger.
- Dame Kobold (1870), òpera de Joachim Raff, amb llibret de Paul Weber sobre La dama duende.
- Música incidental per a Der Richter von Zalamea (1883) d'Engelbert Humperdinck.
- Pedro de Zalaméa (1884), grand-opéra de Benjamin Godard, amb llibret de Léonce Détroyat i Armand Silvestre, a partir d'El alcalde de Zalamea.
- Dommeren i Zalamea (1892), òpera de Christian Frederik Emil Horneman, sobre El alcalde de Zalamea.
- Der Richter von Zalamea (1899), òpera amb música de Georg Jarno i llibret de Viktor Blüthgen, sobre El alcalde de Zalamea.
- Dues cançons de Der Richter von Zalamea (1904), amb música de Richard Strauss, amb la traducció de Rudolf Presber.
- Dame Kobold (1916), òpera amb música i llibret de Felix Weingartner sobre La dama duende.
- Der Sünde Zauberei (1929), òpera de Walter Courvoisier sobre la traducció d'Eichendorff de Los encantos de la culpa.
- La vita è sogno (1941), òpera en tres actes amb llibret i música de Gian Francesco Malipiero, sobre La vida es sueño.
- Circe (1944), òpera amb llibret i música de Werner Egk, refeta després com a Siebzehn Tage und vier Minuten  (1966); totes dues sobre El mayor encanto, amor.
- Pedro Crespo oder der Richter von Zalamea (1944), òpera popular d'Arthur Piechler.
- El alcalde de Zalamea (1946), sarsuela amb música d'Henri Collet.
- Il mago, òpera inacabada de Licinio Recife, amb llibret d'Emilio Mucci sobre El mágico prodigioso.
- Le théâtre du monde (1956), òpera de Heinrich Sutersmeister, amb llibret d'Edmond Jeanneret, sobre El gran teatro del mundo.
- Dame Kobold (1964), comèdia musical de Gerhard Wimberger sobre la traducció d'Hugo von Hofmannsthal de La dama duende.
- Hus med dubbel ingång (1970), comèdia lírica amb música de Hilding Constantin Rosenberg, sobre Casa con dos puertas, mala es de guardar.
- El divino Orfeo (1984), òpera de Minao Shibata, amb llibret de Sumiko Shibata sobre El divino Orfeo.
- El mayor monstro los celos (1997), òpera de Josep Soler i Sardà
- Música incidental per a El gran teatro del mundo (1998) per Antón García Abril.
- El compositor alemany Carl Schadewitz (1887-1947), posà música, a alguna obra de Calderón de la Barca.

## Llegat

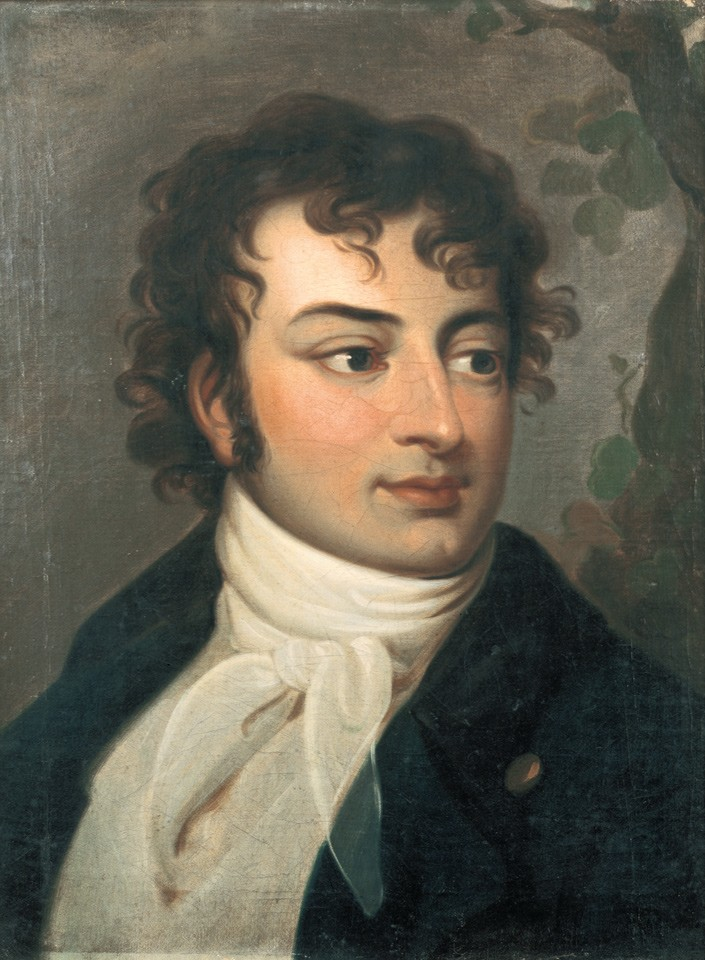
Calderón traductor i crític literari August Wilhelm von Schlegel, c. 1800

La fama de Calderón va disminuir durant el segle xviii a causa dels corrents antireligiosos tant de les reformes borbòniques com de la Il·lustració a Espanya i, l'any 1765, es va aprovar una llei que prohibia l'actuació d’autos en la festa de Corpus Christi, oficialment per ser, En poques dècades, però, Calderón va ser redescobert a la germanosfera pel poeta i indòleg romàntic de Jena molt influent August Wilhelm Schlegel. Les traduccions literàries de Schlegel i els alts elogis de la crítica van revifar l'interès per Calderón, que, juntament amb Shakespeare, es va convertir en una figura de bandera, primer del romanticisme alemany, i després del romanticisme en molts altres països i llengües. ETA Hoffmann va basar el seu singspiel de 1807 Liebe und Eifersucht en una obra de teatre de Calderón, La banda y la flor, traduïda per Schlegel. En les dècades següents, Calderón va ser traduït repetidament a l'alemany, sobretot per Johann Diederich Gries i Joseph von Eichendorff, i va tenir una acollida entusiasta als escenaris alemany i austríac, especialment sota la direcció de Goethe i Joseph Schreyvogel. Les adaptacions significatives posteriors en llengua alemanya són l'obra del poeta simbolista austríac molt influent, dramaturg metaficcional i el llibretista d'òpera favorit de Richard Strauss Hugo von Hofmannsthal; que va fer traduccions literàries de La vida es sueño i El gran teatro del mundo.
Durant el segle xix a la seva terra natal, Calderón de la Barca va ser abraçat pels partidaris del carlisme i altres opositors a la desamortització massiva i venda de béns de l'Església per part de l'Estat, l'expulsió de les ordres religioses, la prohibició de l'educació cristiana clàssica., i les moltes altres polítiques anticatòliques dels monarques liberals espanyols i dels seus ministres. L'any 1881, durant una polèmica tertúlia a El Retiro, un parc urbà a l'emplaçament del Palau Reial enderrocat on es van representar per primera vegada moltes de les seves obres, en el dos-cents aniversari de la mort de Calderón, Marcelino Menéndez Pelayo va brindar pels valors religiosos de l'Espanya de Calderón i la supremacia de la raça llatina sobre la barbàrie germànica, per la qual Menéndez Pelayo significava el krausista espanyol anticatòlic i els intel·lectuals hegelianistes.
Fèlix Sardà i Salvany, l'autor del llibre El liberalisme és un pecat, i els seus companys integristes i carlins consideraven Calderón de la Barca com l'encarnació més brillant de la tradició literària catòlica espanyola.
Durant l'Edat de plata de la literatura russa anterior a 1917, el poeta simbolista rus i teòric dramàtic molt influent Viatxeslav Ivànov, que va estar molt influenciat pel romanticisme alemany, va ser, per tant, un entusiasta de Calderón. El 19 d'abril de 1910, Vsévolod Meierhold fins i tot va escenificar la traducció literària de Konstantín Balmont de l'Adoració de la Santa Creu de Calderón durant el saló literari setmanal que se celebrava dins del pis d'Ivanov amb vistes al Palau Tauride de Sant Petersburg. Moltes de les figures més importants de la literatura russa de l'època estaven presents o actuaven a l'obra.

Tot i que és més conegut a l'estranger com l'autor guanyador del Premi Nobel de Doctor Jivago, l'intel·lectual dissident soviètic i antic protegit d'Ivanov Boris Pasternak va produir a finals dels anys cinquanta les aclamades traduccions en rus de les obres de Calderón. Segons la seva amant, Olga Ivinskaya,
| « | En el treball de Calderón va rebre l'ajuda de Nikolai Mikhailovich Liubumov, una persona astuta i il·lustrada que entenia molt bé que s'oblidaria tota l'enrenou i l'enrenou de la novel·la, però que sempre hi hauria un Pasternak. Em vaig endur fragments acabats de la traducció a Moscou, els vaig llegir a Liubimov al carrer Potapov i després vaig tornar a Peredelkino, on vaig demanar amb tacte a [Boris Leonidovich] que canviés passatges que, segons Liubimov, s'allunyaven massa de l'original. Poc després d'acabar l'escàndol, [Boris Leonidovich] va rebre un primer pagament per l'obra de Calderón. | » |

Després del final de la Guerra Civil espanyola, Calderón va ser acceptat com a poeta nacional pel govern franquista. Això, però, no ha perjudicat la seva popularitat a Espanya en els anys posteriors a la transició de tornada a la monarquia constitucional.